# أوتينجويس (باد كاليه)
أوتينجويس، باد كاليه (بالفرنسية: Autingues) هي بلدية تقع في إقليم باد كاليه من منطقة نور با دو كاليه في شمال فرنسا. تبلغ مساحة هذه المدينة 2.97 (كم²)، وترتفع عن سطح البحر 21 م، يبلغ عدد سكانها 302 نسمة حسب إحصاء المعهد الوطني للإحصاء والدراسات الاقتصادية سنة 2009 م. وترأس Pierre-Yves Adriansen البلدية خلال فترة (2008-2014).